# Mitovi o stvaranju
Mitovi o stvaranju su simbolične pripovijesti o podrijetlu svemira ili kozmosa. Podrijetlo kozmosa jedna je od glavnih tema svih mitologija. Mitolozi često razlikuju prave mitove o stvaranju, ili kozmogonije, i mitove o podrijetlu. Kozmogonije pripovijedaju kako je svemir postao ili je stvoren iz nekog prvobitnog stanja. Kozmogonijski mitovi općenito svoj vrhunac dosežu u stvaranju ljudskog roda, nakon čega mitski kozmos postaje sličan svijetu ljudskog iskustva. Mitovi o podrijetlu daju objašnjenje kako su nastala kasnija obilježja poznatoga svijeta, kao što su ljudska bića, životinje i društveni poredak.  Ovi su mitovi obično nastavak kozmogonije i od nje preuzimaju temeljnu strukturu.

## Narav i značaj mitova o stvaranju
Mitovi o stvaranju jedan su od najranijih pokušaja čovječanstva da dadne odgovor na neka od najdubljih pitanja o naravi i podrijetlu univerzuma. Na ta pitanja i danas pokušavamo dati odgovor. Kozmogonija nudi etiologiju postojećeg svijeta ili poretka te također pridonosi njegovoj stabilnosti. Međutim, kozmogonijski mit nikada nije jednostavno etiološki, jer se bavi krajnjim izvorom svih stvari. Mitovi o stvaranju su temelj za čovjekovu orijentaciju u svijetu. Oni definiraju čovjekovo mjesto u univerzumu i kakve odnose čovjek treba gajiti prema drugim ljudima, prirodi i cijelom svijetu; oni daju osnovni ton koji određuje sve druge geste, čine i strukture u nekoj kulturi.
Premda mit o stvaranju (ili kozmogonijski mit) ne vodi nužno k svom ritualnom izražaju, ritual je često dramatski prikaz mita. Ta se dramatizacija izvodi da bi se naglasila trajnost i učinkovitost središnjih tema mita, kao izvora i temelja vrijednosti u kulturi. U većini religioznih zajednica postoji predodžba o svetom i profanom vremenu. Na temelju kozmogonijskog mita ustanovljuje se sveto, ili stvarno, vrijeme. To je vrijeme ono najdjelotvornije za život zajednice, a dramatizacija (upriličenje) mita o stvaranju omogućuje zajednici da sudjeluje u vremenu koje je drukčije kvalitete od običnoga vremena. Ne radi se ovdje o prisjećanju, nego o obnavljanju dalekih mitskih događaja.
Kozmogonije imaju funkciju posadašnjenja ili ponavljanja izvornog stvaranja. Simbolično ponavljanje mita o stvaranju u mnogim kulturama smatralo se i smatra novim stvaranjem. Takvo se novo stvaranje, primjerice, "događa" kod rađanja djeteta, ozdravljenja od bolesti, pa i u samoj smrti kao nečemu novom, novoj situaciji. Osim za pojedinca, mitovi o stvaranju također su vrlo važni i djelotvorni za čitava društva: "Prilikom ponavljanja mitova, obnavlja se čitava zajednica; ona pronalazi svoje izvore, ona ponovno proživljava svoje početke." Tako se, primjerice, u nekim kulturama ustoličenje novoga kralja poistovjećivalo s ponovnim stvaranjem ili obnavljanjem svijeta. Slično tome, ceremonije i obredi vezani uz "Novu godinu" smatrani su ponavljanjem izvornog događaja nastanka svijeta. Tako je, primjerice, stvaranje svijeta u Mezopotamiji, osobito kod Babilonaca, bilo obredno ponavljano prilikom svetkovanja Nove godine. Vjerojatno je nešto od toga prisutno i u modernim proslavama Nove godine. I gradnja određenih građevina, osobito hramova, ali i čitavih gradova kao slikâ svijeta (imagines mundi), smatrana je ponavljanjem kozmogonije, ponekad čak "preslikavanjem" već postojećih nebeskih gradova.

## Zajednički elementi u mitovima o stvaranju
Iako razdvojene nebrojenim geografskim preprekama, mnoge su kulture razvile mitove o stvaranju s istim temeljnim elementima:
Mnogi mitovi tako počinju s temom rađanja. Ovo je vjerojatno stoga što rađanje simbolizira novi život, a početak života na zemlji može se usporediti s početkom djetetova života. Ovo je usko vezano s predodžbom o prvom ocu i majci svijeta, ili uz pripovijedanje o rodoslovlju bogova.
U gotovo svakom drevnom mitu javlja se neko vrhovno biće. Ono je ono koje pokreće niz događaja koji rezultiraju stvaranjem svijeta. Ponekad imamo dva bića: pasivnog i aktivnog stvoritelja.
Tema nastanka života iznad ili pod zemljom također je česta. Drugi mitovi slični ovima govore o nastanku zemlje izranjanjem, a to su mitovi o roniocima.
Prema nekim predajama, ljudi i životinje su nekoć živjeli u miru. Međutim, posvadi ih grijeh ljudi. Ovaj grijeh je često izazvan strahom od tame i simbolizira ga vatra. U drugim predajama ljudsku nevinost narušava jedan od bogova, a ne ljudi sami.
Stvaranje se često događa razdvajanjem ili diferencijacijom elemenata. Primjerice, razdvajanjem neba od zemlje, svjetla od tame, kopna od mora, nekoga androginog bića na muško i žensko, i slično.

## Vrste mitova o stvaranju

### Evolucijska klasifikacija
Mitove o stvaranju možemo klasificirati prema evolucijskom stupnju njihova razvoja, počevši od najarhaičnijih (najjednostavnijih) do modernih (najsloženijih) mitova zapadnjačkih kultura. Tako bi, primjerice, najarhaičniji mitovi bili mitovi o stvaranju primitivnih afričkih ili indijanskih plemena, a najsloženiji mitovi koje nalazimo u predajama monoteističkih religija. Ovaj su pristup razvili i upotrebljavali znanstvenici 19. stoljeća. Međutim, kao prigovor ovoj klasifikaciji može se reći da početak svijeta istovremeno predstavlja početak ljudskog stanja te je nemoguće govoriti o ovom početku kao nečemu jednostavnom.

### Klasifikacija prema geografskom kriteriju
Mitove o stvaranju možemo razvrstati i prema geografskom kriteriju. Tako bismo imali: mitove s Bliskog Istoka, mitove klasičnoga helenističkoga svijeta, indijske mitove, mitove s Dalekog Istoka (Kina, Japan i dr.), sjeverno- i južnoameričke mitove o stvaranju, afričke mitove i mitove Australije i Oceanije, i tako unedogled. Problem je u tome što ovom klasifikacijom teško možemo išta saznati o sadržaju i naravi samih mitova, osim nekih elemenata u mitovima koji su geografski uvjetovani. Tako, recimo, neki mitovi o stvaranju odražavaju geografske prilike određene kulture. U Mezopotamiji, primjerice, smještenoj između rijeka Eufrata i Tigrisa, ovisnost o sustavima navodnjavanja i stalna prijetnja od poplava imale su jak utjecaj na svakodnevni život, pa su, u skladu s tim, djelovanje vode i vlast nad vodama igrali veliku ulogu u sumerskoj mitologiji.

### Strukturna klasifikacija
Moderni su, međutim, znanstvenici počeli proučavati razne tipove mitova s obzirom na strukture koje oni otkrivaju. Tako imamo:
- Stvaranje od strane vrhovnog bića: Pri ovakvom stvaranju, božanstvo-stvoritelj stvara svijet pomoću svoje stvaralačke riječi, ili pak emanacijom, pri čemu se kozmos često vrednuje kao degeneracija božanskoga. Predodžba o creatio ex nihilo (lat. "stvaranje iz ničega") javlja se prvi put u kasnijoj antici. Stvaranje se često događa uređenjem kaosa (grč. "nered") koji mora biti nadvladan i sadrži nepodijeljenu pratvar. Svijet često nastaje od tijela nekoga od božanstava kojega ubija drugo božanstvo (primjerice, od tijela božanstva Tiamat kojeg ubija Marduk u epu Enuma Elish; ili, u vedskoj predaji, od tijela primordijalnog čovjeka Purushe, koje biva raskomadano da bi dalo materijal za svijet i sve u njemu). Neka od obilježja ovog vrhovnog bića (božanstva) su: ono je oličenje mudrosti i moći, te postoji prije stvaranja svijeta; stvaranje je svjesno, namjerno i uređeno; stvaranje je istovremeno izraz slobode i nakane božanstva; u nekoliko mitova o stvaranju božanstvo-stvoritelj napušta svijet nakon što je stvoren (v. deizam) i javlja se jedino kada stvorenom redu zaprijeti kakva katastrofa; na kraju, vrhovno božanstvo-stvoritelj često je bog neba. Ovdje možemo ubrojiti i biblijske pripovijesti o stvaranju.

- Stvaranje izranjanjem: U ovom tipu mita o stvaranju, stvorenje snagom vlastite nutarnje moći izranja iz podzemlja. Stvoreni red postupno izranja u susljednim stadijima. Ovo je slično rađanju ili metamorfozi (preobrazbi) svijeta od embrionalnog stanja do stanja zrelosti. Naglašena je simbolika zemlje ili dijela zemlje kao spremišta svih potencijalnih oblika. Kao što je vrhovno božanstvo-stvoritelj ekvivalent neba, tako i mit o izranjanju svoj ekvivalent nalazi u liku Zemlje, trudne žene, ili pak sjemena.

- Stvaranje od strane praroditelja svijeta: Srodan drugom tipu mita je mit koji govori da je svijet nastao kao potomstvo primordijalne majke i oca. Oni simboliziraju Zemlju (majka) i nebo (otac). Praroditelji se ovdje uglavnom javljaju u kasnijoj fazi procesa stvaranja; prije postanka svjetskih praroditelja na neki način postoji nered (kaos). Roditelji se često prikazuju pasivnima i nezainteresiranima, što simbolizira stanje tišine i savršenosti. Njihovi potomci, naprotiv, često su aktivni, simbolizirajući tako aktualnost, fragmentaciju i određenost stvarnosti – oni su definicija konkretne stvarnosti. Razdvajanjem svjetskih praroditelja često se objašnjava nastanak svijeta koji egzistira između neba i zemlje. Ovdje možemo ubrojiti i mitove o Majci Zemlji, "sve-rodilji". Najpoznatija takva majka je grčka Geja.
- Stvaranje iz kozmičkog jajeta: Jaje simbolizira sveukupnost iz koje proizlazi sve stvorenje. Ono je poput maternice (utrobe) koja sadrži sjemenke stvaranja. U jajetu su sadržane mogućnosti za savršeno stvorenje. Jaje također simbolizira prokreaciju, ponovno rađanje i novi život. U skladu s tim, mnogi mitovi o stvaranju govore kako je svijet nastao iz jednog praiskonskog (kozmičkog) jajeta u kojem su sve stvari sadržane u embrionalnom stanju. Ključni trenutak u kozmogonijama ovoga tipa najčešće je čin probijanja ljuske jajeta. Iz njega onda može izaći bilo cijela stvarnost, bilo jedan od bogova, bilo prvi čovjek, bilo neko drugo mitsko biće ili stvarnost.

- Stvaranje pomoću "ronioca": Ovdje su važna dva elementa. Prvo, tu je tema o kozmogonijskoj (praiskonskoj) vodi koja simbolizira nediferencirane vode koje su postojale prije stvaranja zemlje. Drugo, tu je uvijek i neka životinja (obično kornjača, dabar ili neka druga slična životinja) koja zaranja u vodu da dobavi djeličak zemlje (blato) od kojega zatim nastaje poznati svijet. U nekim razrađenijim verzijama ovakvoga mita kao ronilac se javlja đavao kojemu božanstvo zapovijeda da na površinu iznese nešto zemlje.